# 花澤香菜和雨宮天的RADIO GREE NIGHT
花澤香菜和雨宮天的RADIO GREE NIGHT（花澤香菜・雨宮天のRADIO GREE NIGHT）是由文化放送推出的一档广播节目。

## 概要
节目由GREE独家赞助播出。节目主体和附带的短篇“反省会”在该公司的官方YouTube频道上亦有延后的播出。
这是首档由花泽香菜和雨宫天两人共同录制的节目。